# 陳克正
陈克正（1872年—?），字止中，奉天辽阳人，中华民国政治人物。

## 生平
陈克正生于清朝同治十一年（1872年），丙午科優貢。毕业于奉天法政专门学校。历任直隶东光县知事、迁安县知事、吉林地方检察厅检察长、大理院推事。1918年8月12日，当选安福国会参议员。
1920年9月16日，任直隶高等检察厅检察长。1921年7月26日改署吉林省财政厅厅长，11月15日任吉林省高等审判厅厅长。1932年3月11日，署东省特别区高等法院院长。
1933年6月任满洲国的北满铁路监事长。1935年3月任满洲国奉天铁路局参赞。